# Аджаокута
Аджаокута — район местного управления и небольшой населённый пункт в пределах этого района в штате Коги, юго-центральная Нигерия, расположенный на берегу реки Нигер. Районная управа находится в городе Egayin к югу от Аджаокуты (географические координаты 6°40′11″N 8°48′19″E).
В 2006 году площадь района составляла 1362 км², а население — 122 321 человек. В 2008 году население города Аджаокута составляло 16 039 человек.

## Промышленность
Рядом с городом расположен недостроенный металлургический сталелитейный комбинат, крупнейший в Нигерии. Он должен был стать крупнейшим в Африке южнее Сахары (плановая мощность 1,3 млн тонн стали в год).
Завод проектировался был изначально спроектирован НИИ «Харьковский СтройпромНИИПроект» а также ленинградским НИИ «Ленгипромез». Сотрудники «Гипромеза» посетили Нигерию в 1969 году и обсудили начало строительства металлургического комбината с президентом Нигерии генералом Якубу Говоном. Проектирование началось в 1979 году с помощью СССР силами объединения «Тяжпромэкспорт» (в строительстве также участвовала Франция, ФРГ и Индия). Церемония закладки «первого камня» прошла в присутствии президента Нигерии Шеху Шагари 18 июня 1981 года.
В 1994 году стройка была остановлена при готовности 98 %. Этот завод называли «основной индустриализации Нигерии», однако, из-за неправильного руководства и управления завод по состоянию на 2017 год не произвёл ни одного листа стали.
По данным Всемирного банка в период с 1979 по 1993 год в проект было вложено более $ 4,5 млрд.
В 2002 году вопрос возобновления строительства завода обсуждал министр энергетики и стали Нигерии Олусегун Агагу (Olusegun Agagu) и глава МВД России Борис Грызлов, возглавляющий российскую сторону межправительственной российско-нигерийской комиссии по сотрудничеству. По результатам встречи стороны пришли к договорённости о необходимости поиска источника финансирования на $ 500 млн.
В январе 2016 года прошла встреча после Украины в Нигерии Валерия Александрука с Президентом Сената Нигерии Bukola Saraki. На встрече стороны обсудили вопросы участия украинских компаний в инфраструктурных проектах, реализуемых в Нигерии, в том числе возобновлении работы металлургического комбината в Аджаокуте.
В декабре 2015 года специалисты «Тяжпромэкспорта», который изначально строил завод (входит в состав государственной корпорации «Ростех») посетили Аджаокуту для проведения предварительного аудита. Группа специалистов обсуждала вопрос начала восстановления и окончания строительства комбината.
В мае 2016 года правительство Украины выразило готовность инвестировать $ 1 млрд. в достройку металлургического комбината.
В январе 2017 года более 10 компаний из России, Украины и Китая выразили готовность в завершении строительства и запуска металлургического комбината в работу.

## Транспорт
В 1987 году при Ибрагиме Бабангида началось строительство железной дороги Итакпе — Варри длиной 320 километров. Железная дорога предназначалась для обеспечения поставок железной руды месторождения Итакпе-Хилл на металлургический завод в Аджаокуте и поставки стали на международный рынок через порт Варри Гвинейского залива. В июле 2018 года железная дорога была достроена и стала второй линией европейской колеи в стране после железной дороги Абуджа — Кадуна, сданной в январе 2018 года. Линию запланировано соединить с Центральной магистралью железнодорожной сети. Линия проходит через Адого (Adogo), Аджаокуту, Уроми, Игбанке и Агбор. По состоянию на 2018 год все 12 промежуточных станций дороги находятся в стадии строительства. Поддерживать работу железной дороги будут 1000 наёмных работников.

## Климат
Климат жаркий и влажный, температура колеблется от 16,1 °C до 35,5 °C в засушливый сезон и редко опускается ниже или выше 38,9 °C.